# Logan Stankoven
Logan Stankoven (* 26. února 2003, Kamloops, Britská Kolumbie) je kanadský hokejový útočník hrající za tým Carolina Hurricanes v NHL. Ve vstupním draftu 2021 si jej jako 47. celkově ve 2. kole vybral tým Dallas Stars, za který oderál celkem 83 zápasů v průběhu dvou sezón 2023-24 a 2024-25. Předtím hrál za tým Kamloops Blazers v Western Hockey League.
V březnu 2025 byl vyměnen z Dallasu do Caroliny.

## Statistiky

### Klubové statistiky
| Sezóna      | Klub             | Soutěž      |    | Základní část | Základní část | Základní část | Základní část | Základní část |    | Play off | Play off | Play off | Play off | Play off |
| Sezóna      | Klub             | Soutěž      | Z  | G             | A             | B             | TM            | Z             | G  | A        | B        | TM       |          |          |
| 2018/19     | Kamloops Blazers | WHL         | 7  | 0             | 1             | 1             | 2             | 6             | 1  | 1        | 2        | 0        |          |          |
| 2019/20     | Kamloops Blazers | WHL         | 59 | 29            | 19            | 48            | 10            | —             | —  | —        | —        | —        |          |          |
| 2020/21     | Kamloops Blazers | WHL         | 6  | 7             | 3             | 10            | 10            | —             | —  | —        | —        | —        |          |          |
| 2021/22     | Kamloops Blazers | WHL         | 59 | 45            | 59            | 104           | 16            | 17            | 17 | 14       | 31       | 8        |          |          |
| 2022/23     | Kamloops Blazers | WHL         | 48 | 34            | 63            | 97            | 17            | 14            | 10 | 20       | 30       | 4        |          |          |
| 2023/24     | Texas Stars      | AHL         | 47 | 24            | 33            | 57            | 26            | —             | —  | —        | —        | —        |          |          |
| 2022/23     | Dallas Stars     | NHL         | 24 | 6             | 8             | 14            | 4             | 19            | 3  | 5        | 8        | 2        |          |          |
| NHL celkově | NHL celkově      | NHL celkově | 24 | 6             | 8             | 14            | 4             | 19            | 3  | 5        | 8        | 2        |          |          |

### Reprezentace
| Rok                       | Tým                       | Soutěž                    | Z  | G  | A  | B  | TM |
| ------------------------- | ------------------------- | ------------------------- | -- | -- | -- | -- | -- |
| 2019                      | Kanada Red                | WU-17                     | 5  | 4  | 0  | 4  | 2  |
| 2021                      | Kanada 18                 | MS-18                     | 7  | 4  | 4  | 8  | 0  |
| 2022                      | Kanada 20                 | MS-20                     | 7  | 4  | 6  | 10 | 2  |
| 2023                      | Kanada 20                 | MS-20                     | 7  | 3  | 8  | 11 | 0  |
| Juniorská kariéra celkově | Juniorská kariéra celkově | Juniorská kariéra celkově | 26 | 15 | 18 | 33 | 4  |